# 5916 ван дер Вуде
5916 ван дер Вуде (5916 van der Woude) — астероїд головного поясу, відкритий 8 травня 1991 року.
Тіссеранів параметр щодо Юпітера — 3,551.